# Puchar Świata w Piłce Siatkowej Mężczyzn 1977
Puchar Świata w piłce siatkowej mężczyzn w 1977 odbył się w dniach 17 listopada–29 listopada w Japonii. Turniej wygrał Związek Radziecki, przed Japonią oraz Kubą. MVP został Tomasz Wójtowicz.

## Uczestnicy
| Mistrzostwa                                         | Zakwalifikowani                      |
| --------------------------------------------------- | ------------------------------------ |
| Gospodarz                                           | Japonia                              |
| Mistrzostwa Afryki                                  | Egipt                                |
| Mistrzostwa Ameryki Północnej, Środkowej i Karaibów | Kuba Stany Zjednoczone Meksyk Kanada |
| Mistrzostwa Azji                                    | Chiny Korea Południowa               |
| Mistrzostwa Europy                                  | ZSRR Polska Bułgaria                 |
| Mistrzostwa Ameryki Południowej                     | Brazylia                             |

## Rozgrywki

### I runda

#### Grupa A
Wyniki
| Data  | Drużyna 1 | Wynik | Drużyna 2         | 1     | 2     | 3    | 4     | 5    | * |
| ----- | --------- | ----- | ----------------- | ----- | ----- | ---- | ----- | ---- | - |
| 17.11 | Brazylia  | 3:0   | Stany Zjednoczone | 15:8  | 15:8  | 15:7 |       |      |   |
| 18.11 | Japonia   | 3:0   | Stany Zjednoczone | 15:7  | 15:9  | 15:5 |       |      |   |
| 19.11 | Japonia   | 3:2   | Brazylia          | 13:15 | 10:15 | 15:9 | 15:10 | 15:5 |   |

Tabela
| Lp. | Drużyna           | Pkt | Mecze | Mecze | Mecze | Sety | Sety | Sety  | Małe punkty | Małe punkty | Małe punkty |
| Lp. | Drużyna           | Pkt | M     | W     | P     | wyg. | prz. | ratio | zdob.       | str.        | ratio       |
| --- | ----------------- | --- | ----- | ----- | ----- | ---- | ---- | ----- | ----------- | ----------- | ----------- |
| 1   | Japonia           | 4   | 2     | 2     | 0     | 6    | 2    | 3.000 | 113         | 75          | 1.507       |
| 2   | Brazylia          | 3   | 2     | 1     | 1     | 5    | 3    | 1.667 | 99          | 91          | 1.088       |
| 3   | Stany Zjednoczone | 2   | 2     | 0     | 2     | 0    | 6    | 0.000 | 44          | 90          | 0.489       |

Źródło: 
Punktacja: zwycięstwo – 2 pkt; porażka – 1 pkt

#### Grupa B
Wyniki
| Data  | Drużyna 1 | Wynik | Drużyna 2 | 1     | 2    | 3    | 4    | 5 | * |
| ----- | --------- | ----- | --------- | ----- | ---- | ---- | ---- | - | - |
| 17.11 | Chiny     | 3:0   | Kanada    | 15:5  | 15:3 | 15:8 |      |   |   |
| 18.11 | Polska    | 3:0   | Kanada    | 15:13 | 15:7 | 15:3 |      |   |   |
| 19.11 | Polska    | 3:1   | Chiny     | 15:5  | 15:8 | 7:15 | 15:7 |   |   |

Tabela
| Lp. | Drużyna | Pkt | Mecze | Mecze | Mecze | Sety | Sety | Sety  | Małe punkty | Małe punkty | Małe punkty |
| Lp. | Drużyna | Pkt | M     | W     | P     | wyg. | prz. | ratio | zdob.       | str.        | ratio       |
| --- | ------- | --- | ----- | ----- | ----- | ---- | ---- | ----- | ----------- | ----------- | ----------- |
| 1   | Polska  | 4   | 2     | 2     | 0     | 6    | 1    | 6.000 | 97          | 58          | 1.672       |
| 2   | Chiny   | 3   | 2     | 1     | 1     | 4    | 3    | 1.333 | 80          | 68          | 1.176       |
| 3   | Kanada  | 2   | 2     | 0     | 2     | 0    | 6    | 0.000 | 39          | 90          | 0.433       |

Źródło: 
Punktacja: zwycięstwo – 2 pkt; porażka – 1 pkt

#### Grupa C
Wyniki
| Data  | Drużyna 1        | Wynik | Drużyna 2        | 1     | 2     | 3     | 4 | 5 | * |
| ----- | ---------------- | ----- | ---------------- | ----- | ----- | ----- | - | - | - |
| 17.11 | ZSRR             | 3:0   | Korea Południowa | 15:9  | 15:12 | 15:11 |   |   |   |
| 18.11 | Korea Południowa | 3:0   | Meksyk           | 15:13 | 15:3  | 15:7  |   |   |   |
| 19.11 | ZSRR             | 3:0   | Meksyk           | 15:4  | 15:7  | 15:7  |   |   |   |

Tabela
| Lp. | Drużyna          | Pkt | Mecze | Mecze | Mecze | Sety | Sety | Sety  | Małe punkty | Małe punkty | Małe punkty |
| Lp. | Drużyna          | Pkt | M     | W     | P     | wyg. | prz. | ratio | zdob.       | str.        | ratio       |
| --- | ---------------- | --- | ----- | ----- | ----- | ---- | ---- | ----- | ----------- | ----------- | ----------- |
| 1   | ZSRR             | 4   | 2     | 2     | 0     | 6    | 0    | MAX   | 90          | 50          | 1.800       |
| 2   | Korea Południowa | 3   | 2     | 1     | 1     | 3    | 3    | 1.000 | 87          | 68          | 1.279       |
| 3   | Meksyk           | 2   | 2     | 0     | 2     | 0    | 6    | 0.000 | 41          | 90          | 0.456       |

Źródło: 
Punktacja: zwycięstwo – 2 pkt; porażka – 1 pkt

#### Grupa D
Wyniki
| Data  | Drużyna 1 | Wynik | Drużyna 2 | 1    | 2    | 3    | 4    | 5 | * |
| ----- | --------- | ----- | --------- | ---- | ---- | ---- | ---- | - | - |
| 17.11 | Kuba      | 3:1   | Bułgaria  | 15:5 | 6:15 | 15:7 | 15:8 |   |   |
| 18.11 | Kuba      | 3:0   | Egipt     | 15:8 | 15:1 | 15:3 |      |   |   |
| 19.11 | Bułgaria  | 3:0   | Egipt     | 15:4 | 15:1 | 15:8 |      |   |   |

Tabela
| Lp. | Drużyna  | Pkt | Mecze | Mecze | Mecze | Sety | Sety | Sety  | Małe punkty | Małe punkty | Małe punkty |
| Lp. | Drużyna  | Pkt | M     | W     | P     | wyg. | prz. | ratio | zdob.       | str.        | ratio       |
| --- | -------- | --- | ----- | ----- | ----- | ---- | ---- | ----- | ----------- | ----------- | ----------- |
| 1   | Kuba     | 4   | 2     | 2     | 0     | 6    | 1    | 6.000 | 96          | 47          | 2.043       |
| 2   | Bułgaria | 3   | 2     | 1     | 1     | 4    | 3    | 1.333 | 80          | 64          | 1.250       |
| 3   | Egipt    | 2   | 2     | 0     | 2     | 0    | 6    | 0.000 | 25          | 90          | 0.278       |

Źródło: 
Punktacja: zwycięstwo – 2 pkt; porażka – 1 pkt

### II runda

#### Grupa E
Wyniki
| Data  | Drużyna 1 | Wynik | Drużyna 2        | 1     | 2     | 3     | 4     | 5     | * |
| ----- | --------- | ----- | ---------------- | ----- | ----- | ----- | ----- | ----- | - |
| 22.11 | Japonia   | 3:2   | Chiny            |       |       |       |       |       |   |
| 22.11 | Kuba      | 3:0   | Korea Południowa | 15:7  | 15:12 | 15:13 |       |       |   |
| 23.11 | Japonia   | 3:1   | Korea Południowa | 15:11 | 8:15  | 15:6  | 15:10 |       |   |
| 23.11 | Kuba      | 3:1   | Chiny            | 15:13 | 13:15 | 15:13 | 15:12 |       |   |
| 24.11 | Chiny     | 3:0   | Korea Południowa | 15:12 | 15:3  | 16:14 |       |       |   |
| 24.11 | Kuba      | 3:2   | Japonia          | 15:8  | 7:15  | 12:15 | 15:7  | 15:11 |   |

Tabela
| Lp. | Drużyna          | Pkt | Mecze | Mecze | Mecze | Sety | Sety | Sety  | Małe punkty | Małe punkty | Małe punkty |
| Lp. | Drużyna          | Pkt | M     | W     | P     | wyg. | prz. | ratio | zdob.       | str.        | ratio       |
| --- | ---------------- | --- | ----- | ----- | ----- | ---- | ---- | ----- | ----------- | ----------- | ----------- |
| 1   | Kuba             | 6   | 3     | 3     | 0     | 9    | 3    | 3.000 | 167         | 141         | 1.184       |
| 2   | Japonia          | 5   | 3     | 2     | 1     | 8    | 6    | 1.333 | 159         | 138         | 1.152       |
| 3   | Chiny            | 4   | 3     | 1     | 2     | 6    | 6    | 1.000 | 149         | 137         | 1.088       |
| 4   | Korea Południowa | 3   | 3     | 0     | 3     | 1    | 9    | 0.111 | 103         | 162         | 0.636       |

Źródło: 
Punktacja: zwycięstwo – 2 pkt; porażka – 1 pkt

#### Grupa F
Wyniki
| Data  | Drużyna 1 | Wynik | Drużyna 2 | 1     | 2     | 3     | 4    | 5     | * |
| ----- | --------- | ----- | --------- | ----- | ----- | ----- | ---- | ----- | - |
| 22.11 | Polska    | 3:1   | Bułgaria  | 13:15 | 15:11 | 15:8  | 15:4 |       |   |
| 22.11 | ZSRR      | 3:0   | Brazylia  | 15:11 | 15:9  | 15:10 |      |       |   |
| 23.11 | Polska    | 3:1   | Brazylia  | 15:4  | 15:0  | 9:15  | 15:9 |       |   |
| 23.11 | ZSRR      | 3:1   | Bułgaria  | 9:15  | 15:3  | 15:11 | 15:5 |       |   |
| 24.11 | Brazylia  | 3:0   | Bułgaria  | 15:7  | 15:10 | 15:11 |      |       |   |
| 24.11 | Polska    | 3:2   | ZSRR      | 15:12 | 15:5  | 13:15 | 7:15 | 15:13 |   |

Tabela
| Lp. | Drużyna  | Pkt | Mecze | Mecze | Mecze | Sety | Sety | Sety  | Małe punkty | Małe punkty | Małe punkty |
| Lp. | Drużyna  | Pkt | M     | W     | P     | wyg. | prz. | ratio | zdob.       | str.        | ratio       |
| --- | -------- | --- | ----- | ----- | ----- | ---- | ---- | ----- | ----------- | ----------- | ----------- |
| 1   | Polska   | 6   | 3     | 3     | 0     | 9    | 4    | 2.250 | 177         | 126         | 1.405       |
| 2   | ZSRR     | 5   | 3     | 2     | 1     | 8    | 4    | 2.000 | 159         | 129         | 1.233       |
| 3   | Brazylia | 4   | 3     | 1     | 2     | 4    | 6    | 0.667 | 103         | 121         | 0.851       |
| 4   | Bułgaria | 3   | 3     | 0     | 3     | 2    | 9    | 0.222 | 94          | 157         | 0.599       |

Źródło: 
Punktacja: zwycięstwo – 2 pkt; porażka – 1 pkt

### Runda finałowa

#### O miejsca 9-12.
Wyniki
| Data  | Drużyna 1         | Wynik | Drużyna 2         | 1     | 2     | 3     | 4     | 5 | * |
| ----- | ----------------- | ----- | ----------------- | ----- | ----- | ----- | ----- | - | - |
| 22.11 | Meksyk            | 3:1   | Kanada            | 15:10 | 15:4  | 13:15 | 15:10 |   |   |
| 22.11 | Stany Zjednoczone | 3:0   | Egipt             | 15:6  | 15:2  | 15:3  |       |   |   |
| 23.11 | Meksyk            | 3:0   | Stany Zjednoczone | 15:7  | 15:8  | 15:5  |       |   |   |
| 23.11 | Egipt             | 3:1   | Kanada            | 15:10 | 8:15  | 15:12 | 15:13 |   |   |
| 24.11 | Stany Zjednoczone | 3:1   | Kanada            | 15:11 | 14:16 | 15:10 | 15:9  |   |   |
| 24.11 | Meksyk            | 3:0   | Egipt             | 15:3  | 20:18 | 15:4  |       |   |   |

Tabela
| Lp. | Drużyna           | Pkt | Mecze | Mecze | Mecze | Sety | Sety | Sety  | Małe punkty | Małe punkty | Małe punkty |
| Lp. | Drużyna           | Pkt | M     | W     | P     | wyg. | prz. | ratio | zdob.       | str.        | ratio       |
| --- | ----------------- | --- | ----- | ----- | ----- | ---- | ---- | ----- | ----------- | ----------- | ----------- |
| 1   | Meksyk            | 6   | 3     | 3     | 0     | 9    | 1    | 9.000 | 153         | 84          | 1.821       |
| 2   | Stany Zjednoczone | 5   | 3     | 2     | 1     | 6    | 4    | 1.500 | 124         | 102         | 1.216       |
| 3   | Egipt             | 4   | 3     | 1     | 2     | 6    | 7    | 0.857 | 89          | 145         | 0.614       |
| 4   | Kanada            | 3   | 3     | 0     | 3     | 3    | 9    | 0.333 | 135         | 153         | 0.882       |

Źródło: 
Punktacja: zwycięstwo – 2 pkt; porażka – 1 pkt

#### O miejsca 5-8.
Wyniki
| Data  | Drużyna 1        | Wynik | Drużyna 2        | 1     | 2     | 3     | 4     | 5     | * |
| ----- | ---------------- | ----- | ---------------- | ----- | ----- | ----- | ----- | ----- | - |
| 27.11 | Chiny            | 3:0   | Korea Południowa | 15:9  | 15:11 | 15:10 |       |       |   |
| 27.11 | Bułgaria         | 3:1   | Brazylia         | 12:15 | 15:11 | 15:5  | 15:4  |       |   |
| 28.11 | Chiny            | 3:0   | Brazylia         | 15:8  | 15:6  | 16:14 |       |       |   |
| 28.11 | Korea Południowa | 3:0   | Bułgaria         | 15:7  | 15:8  | 15:5  |       |       |   |
| 29.11 | Brazylia         | 3:2   | Korea Południowa | 15:10 | 10:15 | 15:12 | 11:15 | 16:14 |   |
| 29.11 | Bułgaria         | 3:1   | Chiny            | 9:15  | 15:8  | 15:8  | 15:9  |       |   |

Tabela
| Lp. | Drużyna          | Pkt | Mecze | Mecze | Mecze | Sety | Sety | Sety  | Małe punkty | Małe punkty | Małe punkty |
| Lp. | Drużyna          | Pkt | M     | W     | P     | wyg. | prz. | ratio | zdob.       | str.        | ratio       |
| --- | ---------------- | --- | ----- | ----- | ----- | ---- | ---- | ----- | ----------- | ----------- | ----------- |
| 1   | Chiny            | 5   | 3     | 2     | 1     | 7    | 3    | 2.333 | 131         | 112         | 1.170       |
| 2   | Bułgaria         | 5   | 3     | 2     | 1     | 6    | 5    | 1.200 | 117         | 120         | 0.975       |
| 3   | Korea Południowa | 4   | 3     | 1     | 2     | 5    | 6    | 0.833 | 141         | 132         | 1.068       |
| 4   | Brazylia         | 4   | 3     | 1     | 2     | 4    | 8    | 0.500 | 130         | 169         | 0.769       |

Źródło: 
Punktacja: zwycięstwo – 2 pkt; porażka – 1 pkt

#### O miejsca 1-4.
Wyniki
| Data  | Drużyna 1 | Wynik | Drużyna 2 | 1     | 2    | 3     | 4    | 5     | * |
| ----- | --------- | ----- | --------- | ----- | ---- | ----- | ---- | ----- | - |
| 27.11 | ZSRR      | 3:1   | Kuba      | 14:16 | 15:7 | 15:2  | 15:6 |       |   |
| 27.11 | Polska    | 3:2   | Japonia   | 15:17 | 15:6 | 15:11 | 8:15 | 15:12 |   |
| 28.11 | ZSRR      | 3:0   | Polska    | 15:7  | 15:9 | 15:5  |      |       |   |
| 28.11 | Japonia   | 3:0   | Kuba      | 15:10 | 15:6 | 15:6  |      |       |   |
| 29.11 | Kuba      | 3:0   | Polska    | 15:13 | 15:6 | 17:15 |      |       |   |
| 29.11 | ZSRR      | 3:0   | Japonia   | 15:6  | 15:2 | 15:10 |      |       |   |

Tabela
| Lp. | Drużyna | Pkt | Mecze | Mecze | Mecze | Sety | Sety | Sety  | Małe punkty | Małe punkty | Małe punkty |
| Lp. | Drużyna | Pkt | M     | W     | P     | wyg. | prz. | ratio | zdob.       | str.        | ratio       |
| --- | ------- | --- | ----- | ----- | ----- | ---- | ---- | ----- | ----------- | ----------- | ----------- |
| 1   | ZSRR    | 6   | 3     | 3     | 0     | 9    | 1    | 9.000 | 149         | 70          | 2.129       |
| 2   | Japonia | 4   | 3     | 1     | 2     | 5    | 6    | 0.833 | 124         | 135         | 0.919       |
| 3   | Kuba    | 4   | 3     | 1     | 2     | 4    | 6    | 0.667 | 100         | 138         | 0.725       |
| 4   | Polska  | 4   | 3     | 1     | 2     | 3    | 8    | 0.375 | 123         | 129         | 0.953       |

Źródło: 
Punktacja: zwycięstwo – 2 pkt; porażka – 1 pkt

## Klasyfikacja końcowa
| Miejsce | Reprezentacja     |
| ------- | ----------------- |
| złoto   | ZSRR              |
| srebro  | Japonia           |
| brąz    | Kuba              |
| 4       | Polska            |
| 5       | Chiny             |
| 6       | Bułgaria          |
| 7       | Korea Południowa  |
| 8       | Brazylia          |
| 9       | Meksyk            |
| 10      | Stany Zjednoczone |
| 11      | Egipt             |
| 12      | Kanada            |